# Kråsuggla
Kråsuggla (Strix varia) är en nordamerikansk fågel i familjen ugglor inom ordningen ugglefåglar.

## Utseende och läten
Kråsugglan är en stor och satt uggla med en kroppslängd på 43–50 cm och vingspannet 99–110 cm. I formen har den rundat huvud utan örontofsar och medellång, rundad stjärt. Fjäderdräkten är fläckig i brunt och vitt, undertill längsstreckad brunt på vit bakgrund men på övre delen av bröstet istället tvärbandad, vilket gett arten dess namn. Även vingar och stjärt är tvärbandade i brunt och vitt. Ögonen är bruna, nästan svarta.

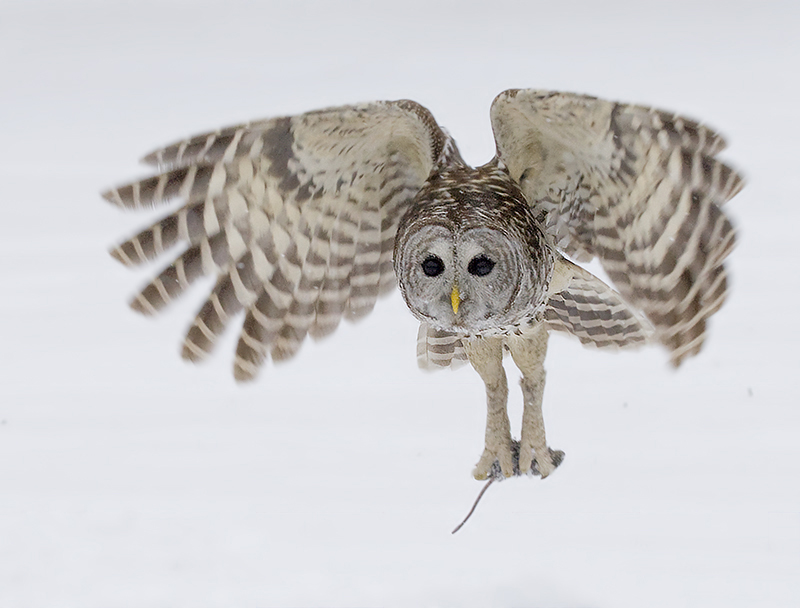

Spellätet är karakteristiskt och vittljudande, återgivet i engelsk litteratur som ”who cooks for you, who cooks for you all?”. Under spelet kan också olika kacklande, hoande, kraxande och gurglande ljud höras.

## Utbredning och systematik
Kråsugglan behandlas numera vanligen som monotypisk eller delas in i tre underarter med följande utbredning:
- Strix varia varia – förekommer från sydöstra Alaska till sydöstra Kanada och centrala östra USA
- Strix varia georgica – förekommer i sydöstra USA, från Arkansas till östra Texas, Gulfkusten och södra Florida
- Strix varia helveola – förekommer i södra centrala Texas

Kråsugglan är mycket stationär. Av 158 individer som ringmärkts och sedan återfunnits hade inga rört sig mer än en mil. Trots det har den under 1900-talet expanderat sin utbredning västerut till nordvästra USA och söderut till Kalifornien. Tidigare inkluderades sydliga askugglan (S. sartorii) i arten och vissa gör det fortfarande.

Utbredningskarta för kråsuggla. Den isolerade populationen i Mexiko urskiljs numera som egen art, askuggla.

## Levnadssätt
Kråsugglan hittas i högvuxna skogsområden med både löv- och barrträd, ofta nära vatten. Den verkar föredra stora sammanhängande skogsområden, möjligen på grund av större tillgång på föda och bohål. Födan består av många olika sorters små däggdjur som ekorrar, jordekorrar, möss, sorkar och harar, men även fåglar upp till en hönsfågels storlek, groddjur, reptiler och ryggradslösa djur. Den jagar genom att sitta och spana från en hög sittplats, vanligen strax efter solnedgång och under natten, men även ibland på dagen. Tillfälligt kan den förvara sitt byte i boet, en trädklyka eller i toppen av en gren.

### Häckning
Kråsugglan häckar vanligtvis i ett naturligt hålutrymme, sju till 13 meter upp i ett stort träd. Den kan även återanvända ett bo byggt av vråkar, kråkor eller ekorrar. Däri lägger den ett till fem ägg som ruvas i 28–33 dagar. Ungarna är flygga efter ytterligare 28–35 dagar. Flygoförmögna ungar har noterats kunna klättra i träd, genom att ta tag i barken med näbb och klor. Under häckningstid är arten aggressiv, då framför allt honan kan attackera inkräktare med fötterna först. Paren håller troligen ihop livet ut.

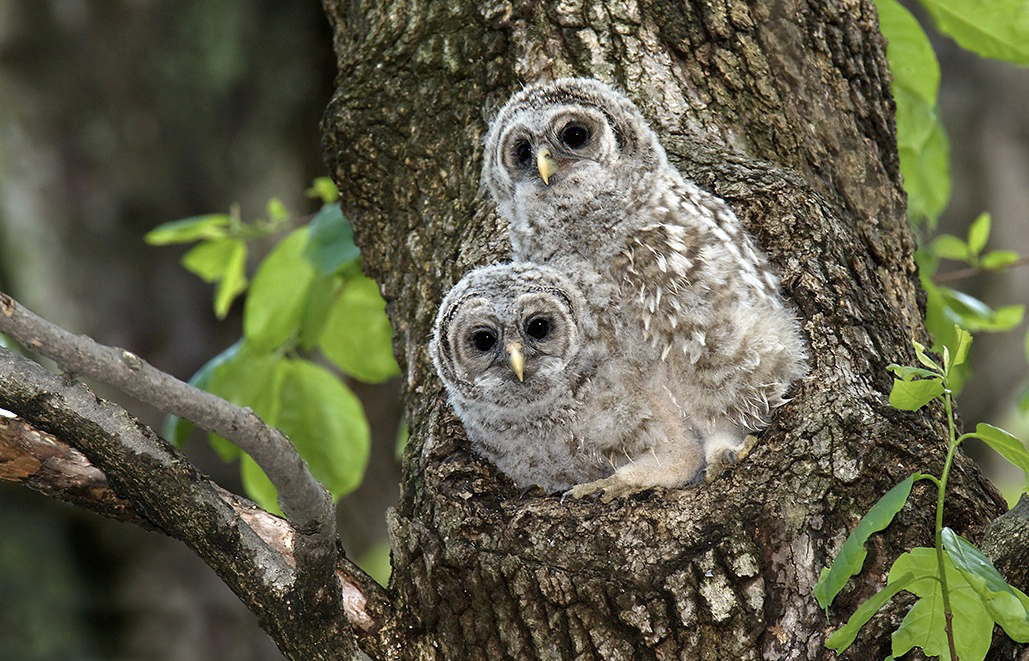
Kråsuggleungar vid bo.

## Status och hot
Kråsugglan är relativt talrik och tros öka i antal. Världspopulationen har uppskattats till mellan tre och 3,9 miljoner adulta individer. IUCN kategoriserar den som livskraftig, men inkluderar askugglan i bedömningen.
Under 1900-talet har den vidgat utbredningsområdet åt nordväst. På så sätt utgör den ett allvarligt hot mot den mindre aggressiva fläckugglan, genom hybridisering och konkurrens. Största hotet mot kråsugglan själv annat än människan är virginiauven. Bopredation förekommer också från andra stora ugglor, vråkar, vesslor och tvättbjörnar.